# Zsolt Semjén

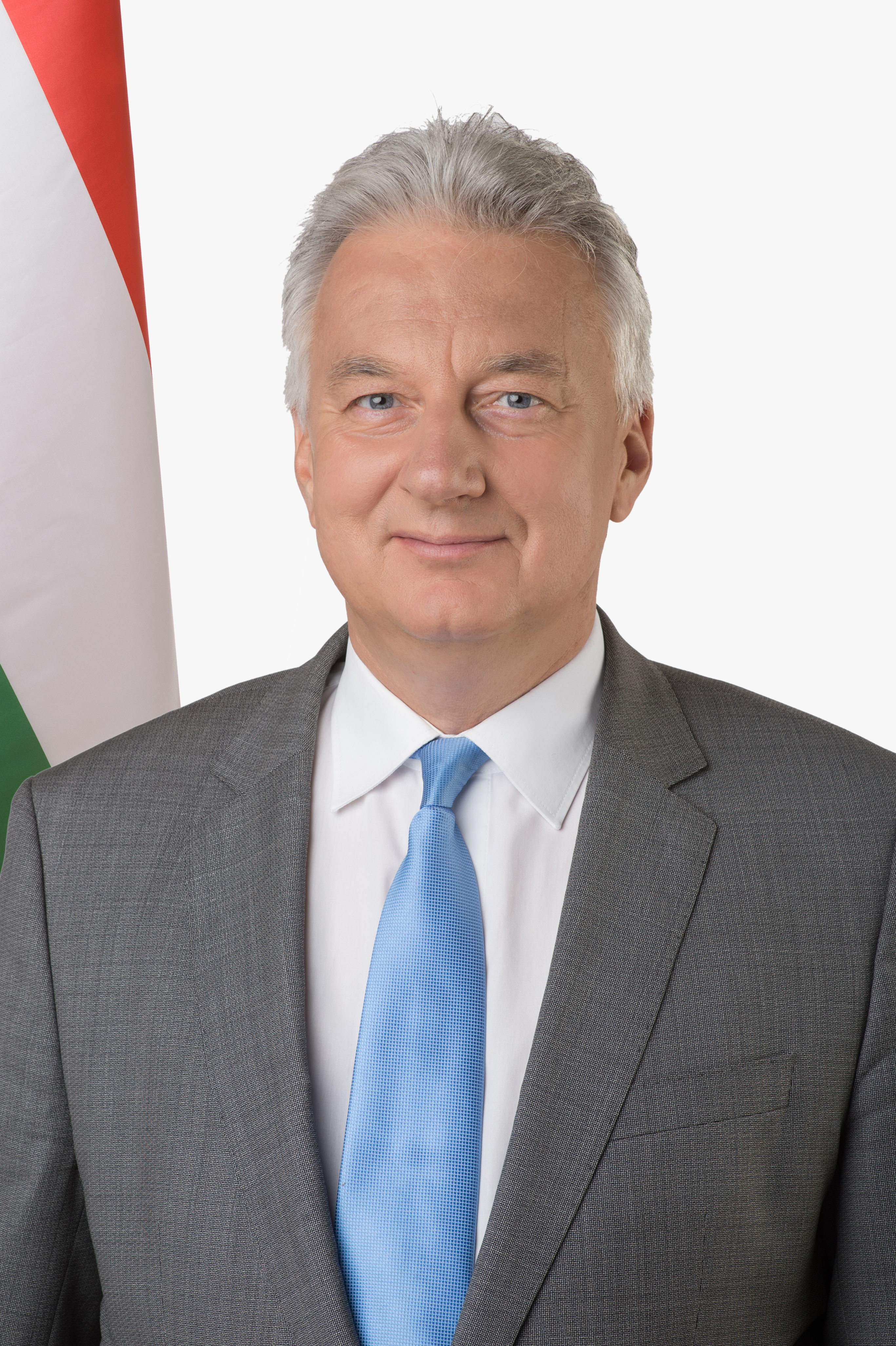
Zsolt Semjén

Zsolt Semjén (* 8. August 1962 in Budapest) ist ein ungarischer Politiker der Christlich-Demokratischen Volkspartei und seit 2003 deren Vorsitzender.

## Leben
Semjéns Eltern waren ein Budapester Arzt, der einer oberösterreichischen Niederadelsfamilie entstammt, und eine Röntgenassistentin, deren Familie nach dem Zweiten Weltkrieg aus Siebenbürgen nach Ungarn migriert war. 
Semjén ist seit 2003 als Nachfolger von László Varga Parteivorsitzender der Christlich-Demokratischen Volkspartei. Seit dem 28. Juni 1994 ist Semjén Abgeordneter im Ungarischen Parlament und seit 2010 Stellvertretender Ministerpräsident. Er ist Minister ohne Geschäftsbereich für gesamtungarische Politik im Kabinett Orbán III, im Kabinett Orbán IV und im Kabinett Orbán V zusätzlich für Kirchen und für Nationalitäten. 
Aktuell ist er zuständig für Landespolitik, Kirchenpolitik und Kirchendiplomatie.
Zsolt Semjén ist verheiratet und hat drei Kinder.

## Auszeichnungen
- 1998: Gregoriusorden (Komtur)
- 2002: Silvesterorden (Großkreuz)
- 2011: Verdienstorden der Italienischen Republik (Großoffizier)
- 2017: St. Georgs-Orden (Habsburg-Lothringen)
- 2021: Verdienstorden der Republik Polen (Komtur)
- 2022: Orden vom Goldenen Vlies (Habsburg-Lothringen)